# Nivalenol
Nivalenol (NIV) ist ein Mykotoxin (Schimmelpilzgift) aus der Gruppe der Trichothecene. Es entsteht als Stoffwechselprodukt verschiedener Pilze der Gattung Fusarium. Nivalenol wirkt hautreizend, brechreizend und immunsuppressiv.

## Vorkommen
In einer Untersuchung amerikanischer Flüsse war Desoxynivalenol das am zweithäufigsten nachgewiesene Mykotoxin.